# Rosalba Molineri
Rosalba Molineri (Valgrana, 31 marzo 1935) è una politica italiana.

## Biografia
Impiegata, esponente del Partito Comunista Italiano. Nel 1975 diventa assessora al comune di Torino nella giunta del sindaco Diego Novelli, con delega ai servizi sociali; resta in carica fino al 1979.
Viene candidata alla Camera dei deputati nelle file del PCI nel 1979, risultando eletta. Conclude il proprio mandato parlamentare nel 1983.
Nel 1985 viene eletta consigliera comunale a Torino per il PCI, restando in carica fino al febbraio 1989.
Contraria alla Svolta della Bolognina, aderisce nel 1991 a Rifondazione Comunista, con cui si candida alla Camera alle elezioni politiche del 1994, senza risultare eletta.